# Симулированная реальность
Симулированная, или смоделированная, реальность — модель мира, основанная на предположении, что вся наблюдаемая реальность симулирована, то есть все наблюдаемые законы природы заданы извне, возможно, со случайной вероятностью.
Принцип объясняет труды английского физика Стивена Хокинга про рождение и естественный отбор гипотетических параллельных вселенных. Также в некоторой степени объясняет результаты эксперимента с двумя щелями с отложенным выбором. Эта модель способна объяснить такое явление, как квантовая запутанность.
Представить модель достаточно просто — мир «прорисовывается» помимо появления персонажа в той или иной локации. Примерно так же фотон (ускоренная частица) как будто «вспоминает», что он имеет свойства частицы — на экране возникают две полосы. Если же наблюдение за частицей не ведётся — есть только вероятностное положение её в пространстве. Без осуществления наблюдений фотон (частица) обладает только волновыми свойствами — на экране возникает интерференционная картина.
Вывод эксперимента таков:

1) волновые свойства фотона — это упрощённый метод моделирования поведения частиц;

2) свойства частицы (корпускулы) фотона — это метод точного моделирования поведения частиц.
Астрофизик Нил Деграсс Тайсон в 2016 году попытался в популярной форме объяснить модель симулированной реальности в научных дебатах "Является ли Вселенная «Компьютерной Симуляцией?» "
Также этой моделью можно объяснить, например, эффект замедления времени. Если опираться на современные представления информатики и физики, то можно сказать следующие — тактовой частоты процессора (системы), которая занята расчётами нашей реальности, на скоростях близкой к скорости света, не хватает для расчётов точного положения каких-либо частиц, кроме фотона. Таким образом можно заключить что фотон, как калибровочный бозон, своего рода программное обеспечение реальности, необходимое для любых взаимодействий, доступных для непосредственного визуального (энергетического) подтверждения (фиксирования) для человека, как наблюдателя.